# Ровербелла
Ровербелла (итал. Roverbella) — коммуна в Италии, располагается в регионе Ломбардия, подчиняется административному центру Мантуя.
Население составляет 8047 человек (на 2004 г.), плотность населения составляет 122 чел./км². Занимает площадь 63 км². Почтовый индекс — 46048. Телефонный код — 0376.
Покровителем коммуны почитается святой Григорий Великий, празднование 3 сентября.